# SerenityOS
SerenityOS es un sistema operativo de software libre y código abierto creado por Andreas Kling. Es de tipo Unix-like y está inspirado en las interfaces gráficas de usuario de los años 90.
Si bien es un sistema relativamente nuevo, su desarrollo de software fue creciendo rápidamente en los últimos años. Entre las últimas funcionalidades implementadas, se encuentra un entorno de desarrollo integrado, un depurador visual, un navegador web con un motor de JavaScript, y un Shell gráfico orientado al uso de escritorio.

## Historia
SerenityOS fue iniciado por el desarrollador sueco Andreas Kling a finales de 2018. Comenzó a escribirlo desde cero durante su tiempo libre, mientras grababa su desarrollo usando un software de captura de pantalla para luego subir esas sesiones a YouTube. A mediados de 2019, Andreas creó un repositorio en GitHub para compartir su progreso con otra gente interesada en ayudar. A partir de ese momento, varios desarrolladores de todo el mundo comenzaron a contribuir con el proyecto, recibiendo mejoras y nuevas implementaciones sustanciales cada semana. Su líder manifestó su sorpresa por la cantidad de contribuciones, al mismo tiempo que solía tener inconvenientes de tiempo por analizar e ir publicando el trabajo de otros contribuidores.

## Características
SerenityOS está diseñado para ser un sistema operativo Unix simple, inspirado por las interfaces de usuario populares en los ordenadores de escritorio de los años 90. Aunque está siendo diseñado en la actualidad como una imagen para máquina virtual, dispone de un kernel de 32-bit con multitarea apropiativa, una pila de red IPv4, sistema de archivos ext2, un conjunto de herramientas para creación de interfaces gráficas y un gestor de composición de ventanas. Muchas nuevas funcionalidades están siendo añadidas velozmente y Andreas tiene el objetivo de poder ejecutar SerenityOS fuera de una máquina virtual en algún momento.